# Al-Shifa Hospital
Al-Shifa-hospitalet (arabisk: مستشفى الشفاء Mustašfā š-Šifāʾ), også Dar al-Shifa Hospital (arabisk: مستشفى دار الشفاء Mustašfā Dār aš-Šifāʾ), på Gazastriben
er et medicinsk kompleks og centralt hospital på Gazastriben. Det ligger i det nordlige Rimal-kvarter i Gaza By.
Under krigen mellem Hamas og Israel i 2023 anklagede Israel Hamas for have placeret sit underjordiske hovedkvarter under Al-Shifa-hospitalet. En undersøgelse lavet af Washington Post viste senere, at de underjordiske værelser "ikke viste tegn på militær brug af Hamas", og at hver af de bygninger, som IDF-talsmanden Daniel Hagari havde identificeret som "direkte involveret" i Hamas' militære aktiviteter, tilsyneladende ikke var forbundet med noget tunnelnetværk.